# Liste des sénateurs belges (législature 1902-1904)
Pour les articles homonymes, voir Liste des sénateurs belges.

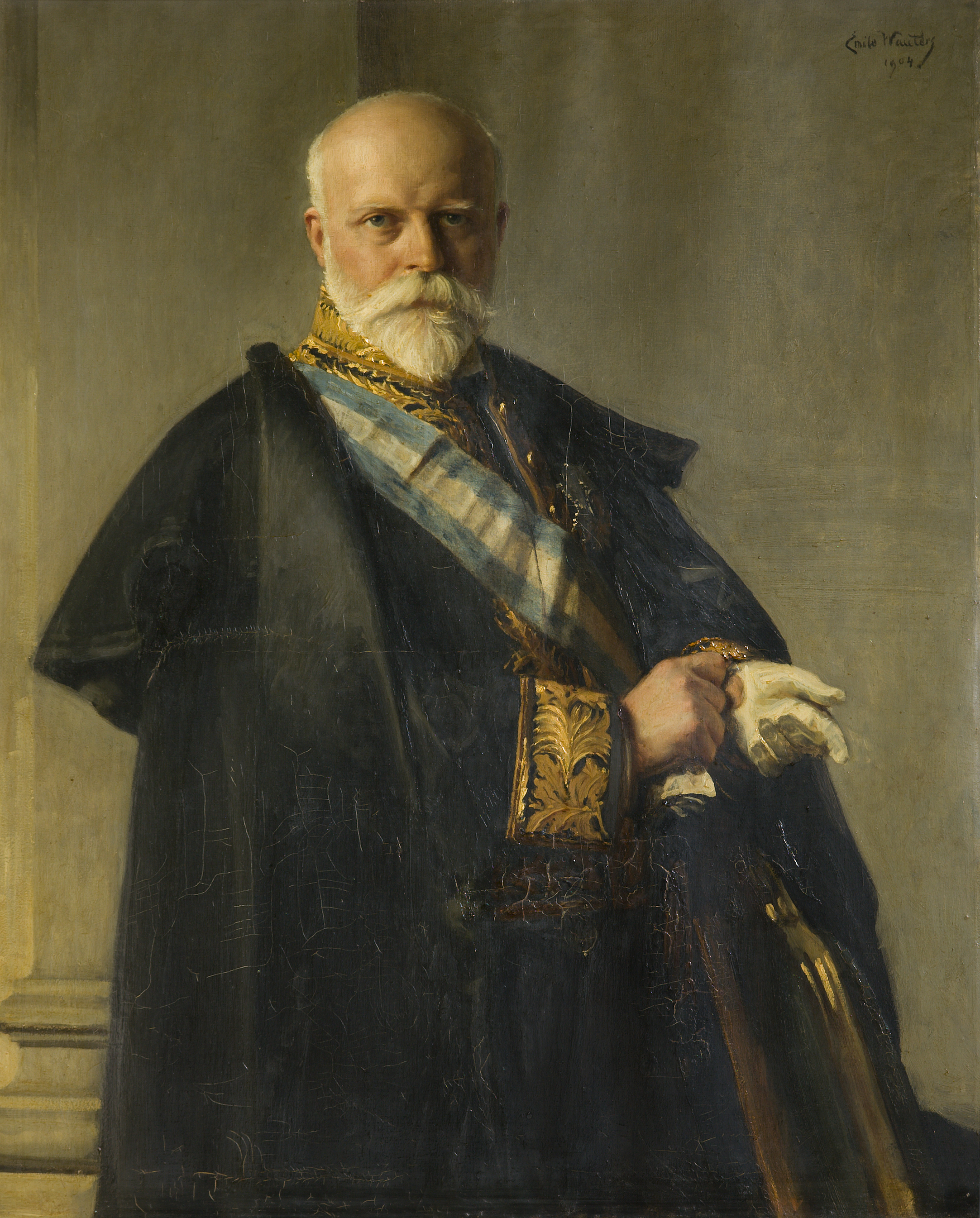
Le duc d'Ursel, président du Sénat

Liste des sénateurs pour la législature 1902-04 en Belgique, à la suite des élections législatives par ordre alphabétique.

## Président
- Henri de Merode-Westerloo (2.12.03) remplace Joseph d'Ursel

## Membres

### élus
1. Victor Allard (arr. Bruxelles)

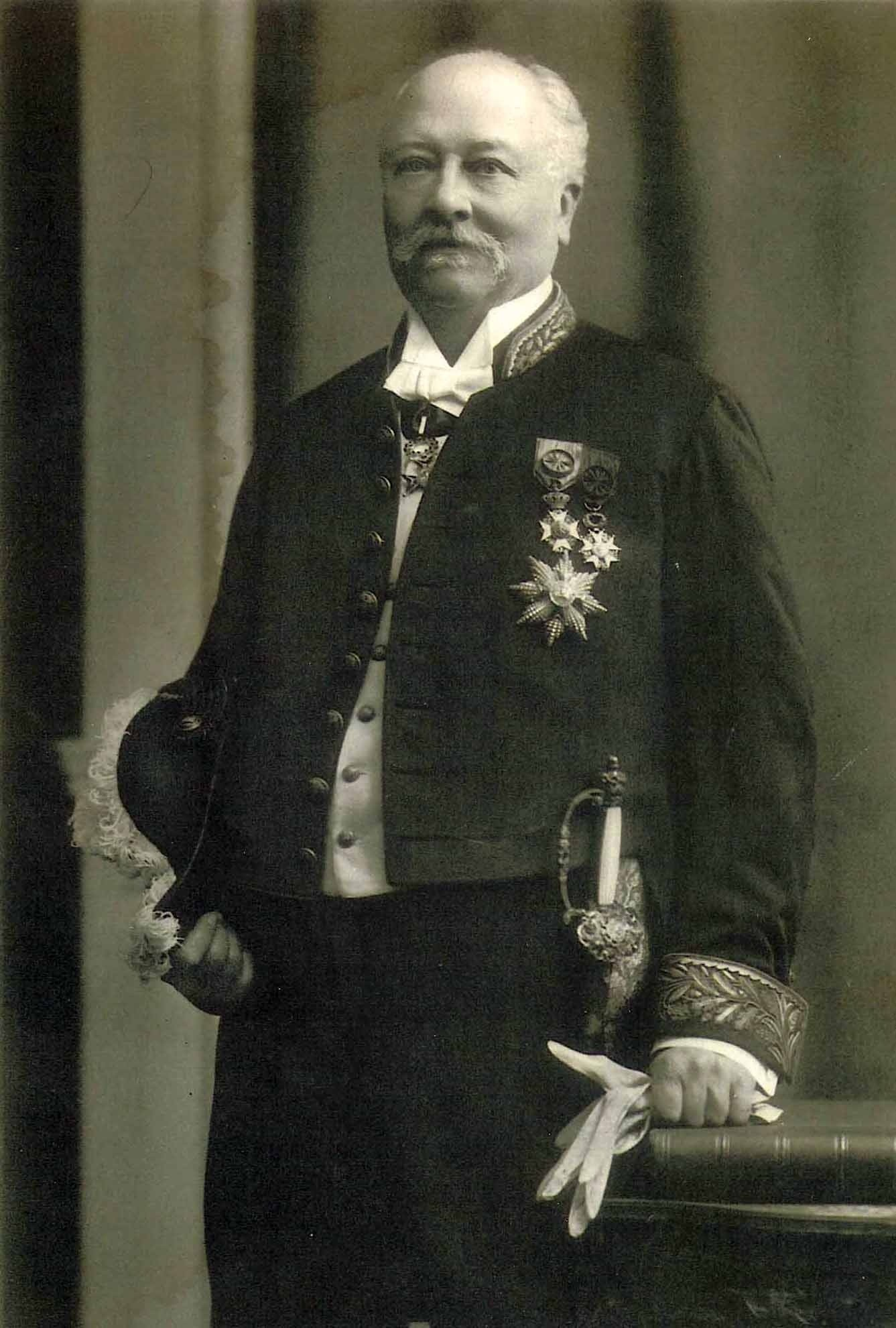
Victor Allard, sénateur de Bruxelles

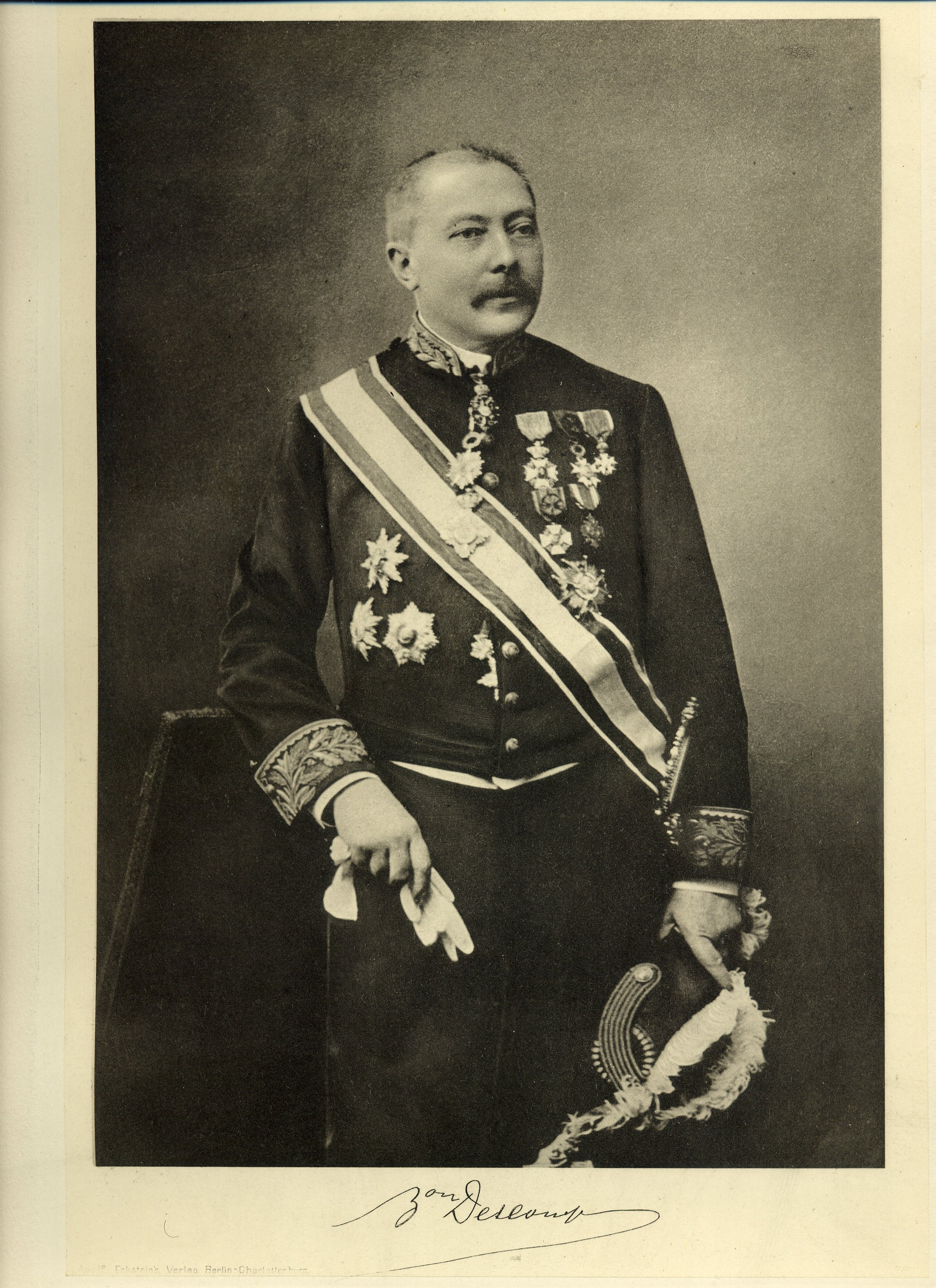
Chevalier Descamps (1900), sénateur de l'arrondissement de Louvain

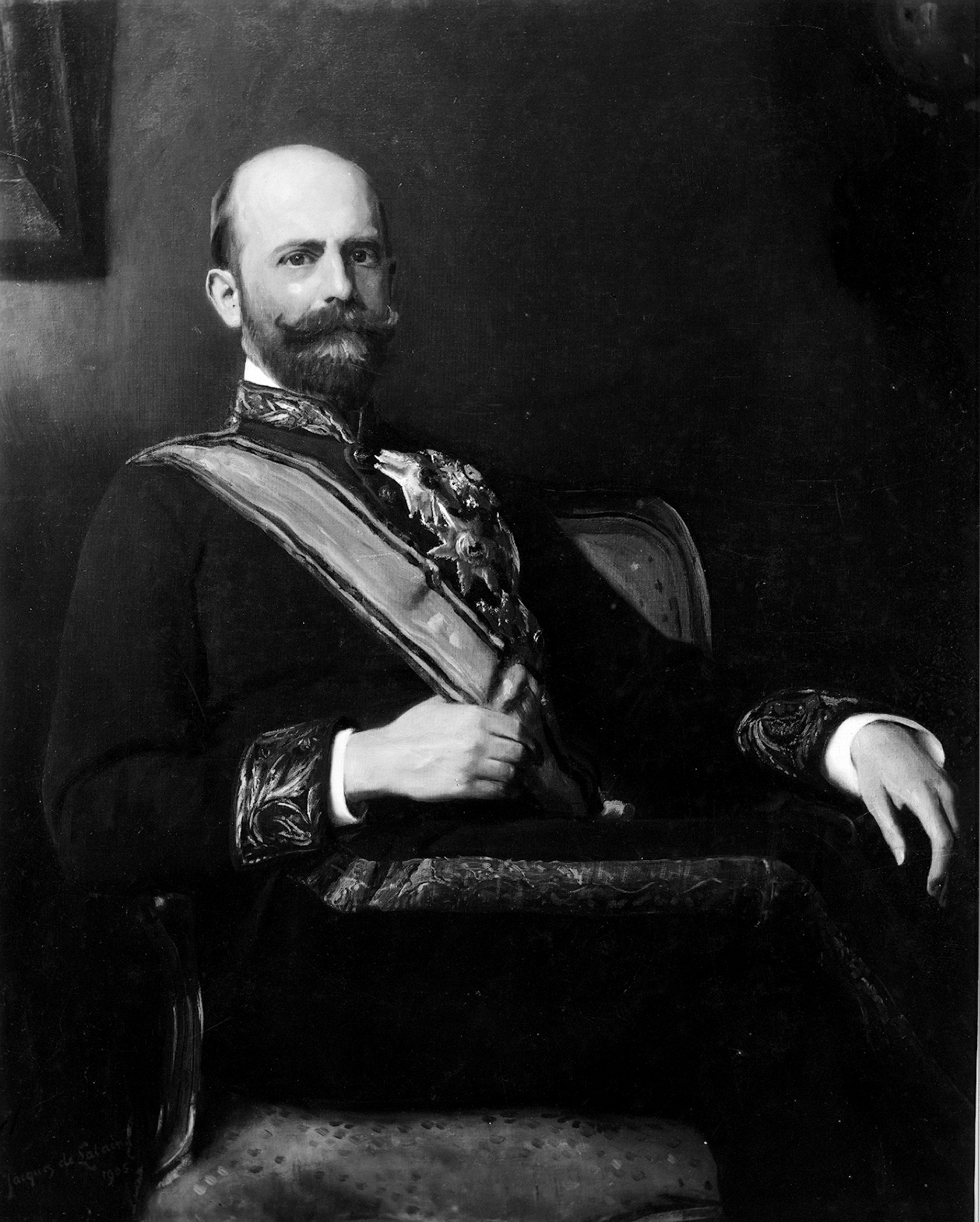
Le comte Henri de Mérode-Westerloo, sénateur de l'arrondissement de Malines-Turnhout

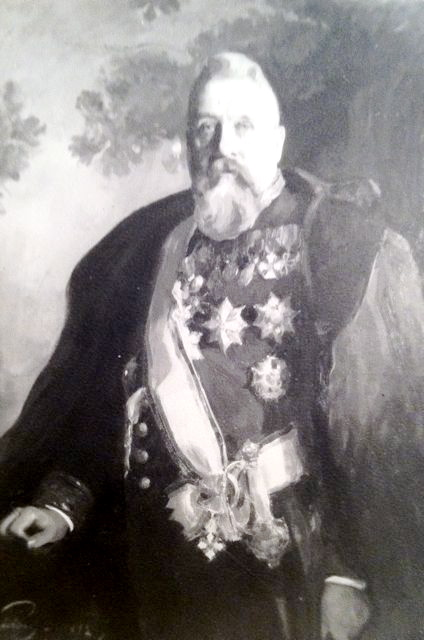
Le baron Orban de Xivry, sénateur des arrondissements de la province de Luxembourg

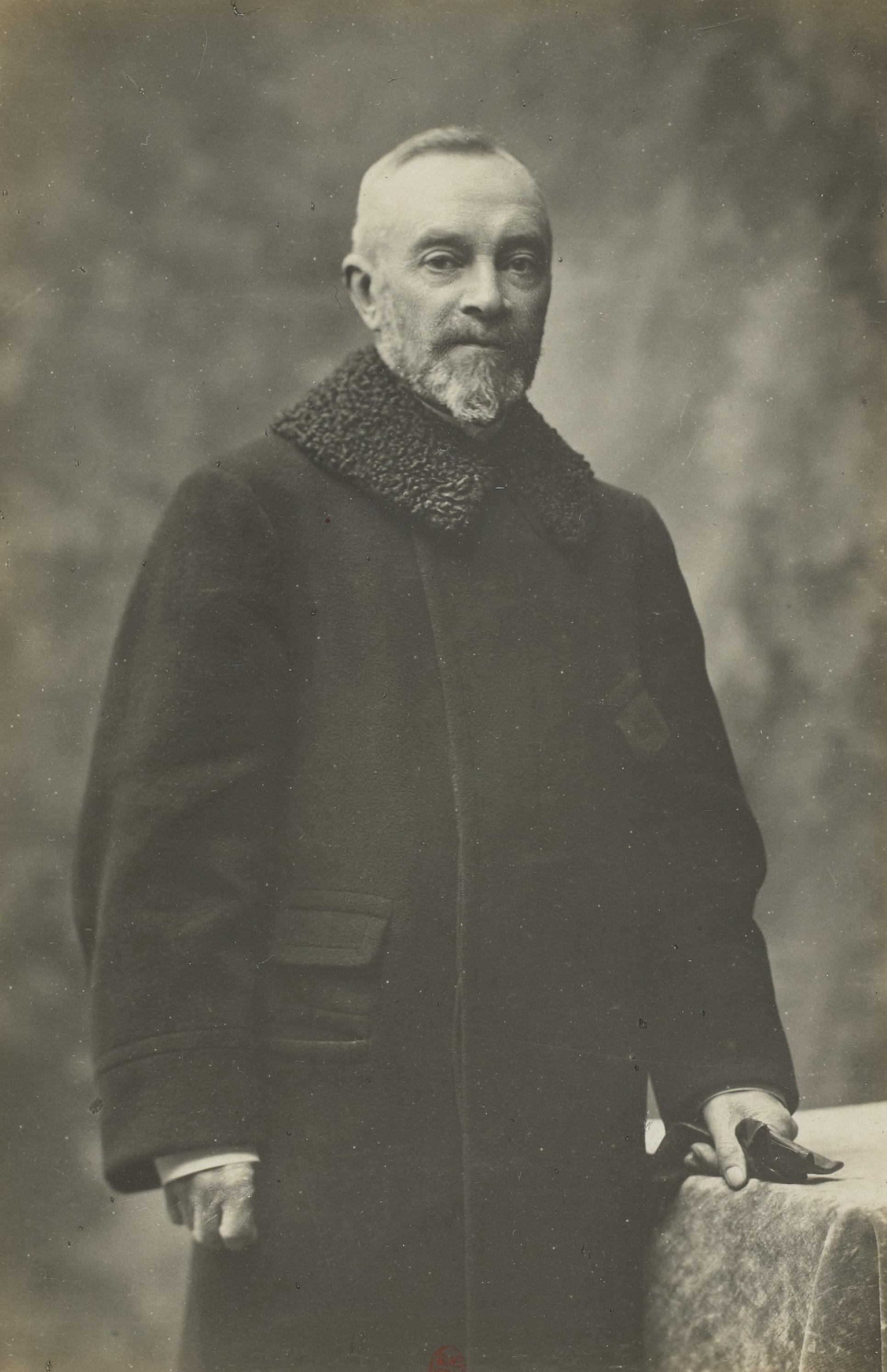
Astère Vercruysse de Solart (1900), sénateur de Gand-Eeklo

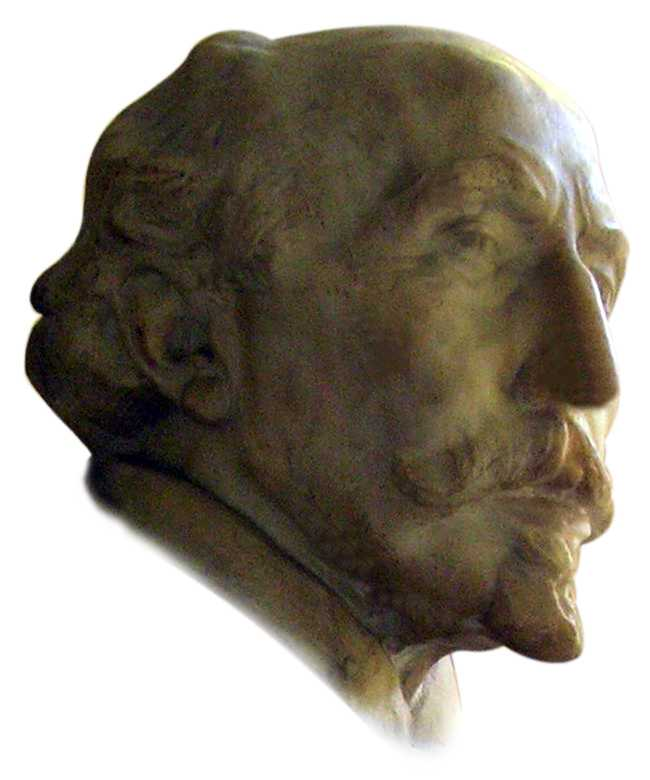
Edmond Picard (1918), sénateur de la province de Hainaut

2. baron Alfred Ancion (arr.Huy-Waremme)
3. Jules Audent (arr. Charleroi-Thuin)
4. Ernest Bergmann (arr. Malines-Turnhout)
5. Hyacinthe Bernaeijge[1] (arr.Audenarde-Alost)
6. Gustave Boël (arr. Mons-Soignies)
7. Charles Boëyé (arr. Termonde-Saint-Nicolas; libéral)
8. Conrad Braun (arr. Bruxelles; catholique)
9. Joseph Brulé (arr. Nivelles)
10. Joseph Cantillion (arr. Courtrai-Ypres) (+ 17.04.1904) remplacé par Paul Vandenpeereboom
11. Philibert Clément (arr.Liège)
12. Léon d'Andrimont-de Moffarts (arr. Verviers)
13. Florimond de Brouchoven de Bergeyck (arr. Termonde-Saint-Nicolas)
14. Eugène Degorge (arr. Bruxelles)
15. comte Charles de Hemricourt de Grunne (arr. Hasselt-Tongres-Maaseik)
16. vicomte Fernand de Jonghe d'Ardoye, questeur (arr.Roulers-Tielt; catholique)
17. Eugène de Kerchove d'Exaerde[1] (arr. Audenarde-Alost)
18. Edgard de Kerchove d'Ousselghem (arr. Gand-Eeklo; catholique)
19. Jean-Alfred de Lanier (arr.Bruges)
20. comte Thierry de Limburg Stirum (arr. Furnes-Dixmude-Ostende)
21. comte Werner de Merode (arr. Charleroi-Thuin)
22. comte Henri de Mérode-Westerloo, président (àpd 2.12.1903) (arr.Malines-Turnhout)
23. Émile De Mot (arr. Bruxelles)
24. Maurice de Ramaix[1] (arr.Anvers)
25. comte Jean de Renesse
26. comte Adolphe Christyn de Ribaucourt, 1er secrétaire (arr. Termonde-Saint-Nicolas)
27. Vital De Ridder (arr. Courtrai-Ypres)
28. chevalier Édouard Descamps (arr. Louvain)
29. Oscar de Séjournet (arr. Tournai-Ath)
30. baron Walthère de Selys Longchamps (arr. Namur-Dinant-Philippeville)
31. Raphael de Spot (nl) (arr. Furnes-Dixmude-Ostende)
32. baron Adhémar de Steenhault de Waerbeeck (arr. Bruxelles; catholique)
33. baron Alfred de Vinck de Winnezeele (arr. Anvers)
34. Joseph Devolder (arrts du Luxembourg; catholique)
35. Adolphus Devos (arr. Gand-Eeklo)
36. baron Albert d'Huart (arrts de Namur)
37. Max Doreye (arr. Liège) (+ 31.10.1903) remplacé par Richard Lamarche (arr.Liège)
38. Eugène Dumont de Chassart (arr. Nivelles)
39. Émile Dupont (arr. Liège) 2e vice-président
40. Georges Dupret[1] (arr. Bruxelles)
41. duc Joseph d'Ursel, président (arr. Malines-Turnhout) (+ 15.11.1903) remplacé par comte René Van de Werve
42. Alfred Février (arr. Namur-Dinant-Philippeville)
43. Félix Février (arr. Charleroi-Thuin; libéral)
44. Théophile Finet (arrts du Luxembourg)
45. Armand Fléchet (arr.Liège)
46. Edmond Goethals (arr. Bruxelles) (démissionne 1903) remplacé par Parmentier
47. Prosper Hanrez (arr . Bruxelles; libéral)
48. Auguste Houzeau de Lehaie (arr. Charleroi-Thuin; socialiste)
49. Armand Hubert (arr.Mons-Soignies)
50. Emile Huet (arr. Tournai-Ath)
51. Jules Keppenne[1] (arr. Liège)
52. Auguste Lambiotte[1] (arr. Bruxelles)
53. Louis Le Clef (arr. Anvers)
54. Armand Libioulle[1] (arr.Charleroi-Thuin)
55. Hippolyte Lippens (arr. Gand-Eeklo)
56. Alfred Magis (arr.Liège)
57. Henri Mertens (nl) (arr. Termonde-Saint-Nicolas; catholique)
58. Edmond Mesens (arr. Bruxelles)
59. baron Adile Mulle de Terschueren (arr. Roulers-Tielt)
60. Léon Naveau (arr. Huy-Waremme)
61. baron Alfred Orban de Xivry (arrts. du Luxembourg)
62. Jules Roberti (arr. Louvain)
63. Henri Sainctelette (arr. Mons-Soignies)
64. vicomte Alfred Simonis (arr.Verviers)
65. Steenackers (arr. Anvers) (+ 1904)
66. Edmond Steurs (arr. Charleroi-Thuin; libéral)
67. Alphonse Stiénon du Pré (arr. Tournai-Ath)
68. baron Arthur Surmont de Volsberghe (nl) (arr. Courtrai-Ypres; catholique) (jusque 3.02.1903: devient sénateur provincial) remplacé par baron Gaston de Vinck
69. comte Arnold 't Kint de Roodenbeke (arr. Gand-Eeklo; catholique)
70. Armand Van den Nest (arr. Anvers)
71. Léon Vanderkelen (arr. Louvain)
72. Alphonse van de Velde (arr. Mons-Soignies)
73. Léon Van Ockerhout (arr. Bruges)
74. Charles Van Vreckem (arr. Audenarde-Alost)
75. Astère Vercruysse de Solart (arr.Gand-Eeklo)
76. Georges Vercruysse (nl)[1] (arr. Courtrai-Ypres)
77. Adolphe Verspreeuwen (arr. Anvers)
78. baron Edmond Whettnall, questeur (arr. Hasselt-Tongres-Maaseik)
79. Samson Wiener (arr. Bruxelles)

### provinciaux
1. Arthur Bastien
2. Albert Cappelle
3. Alfred Claeys-Boúúaert
4. marquis Albert de Beauffort
5. Auguste Cools
6. De Coster
7. baron Paul de Favereau[2]
8. comte Oswald de Kerchove de Denterghem
9. Emile Delannoy
10. Théophile de Lantsheere
11. baron Hermann della Faille d'Huysse[1]
12. baron Armand de Pitteurs Hiégaerts
13. Victor Fris
14. comte Eugène Goblet d'Alviella, 2e secrétaire
15. Georges Grimard
16. Émile Henricot
17. Henri Iweins d'Eeckhoutte (+ 31.12.1902) remplacé 3.2.1903 par baron Arthur Surmont de Volsberghe (nl)
18. MgrEugène Keesen
19. Henri La Fontaine
20. Théodore Léger
21. Henri Lejeune-Vincent
22. François-Guillaume Meyers
23. Edmond Picard
24. Edmond Piret-Goblet
25. Florent Poncelet
26. Octave Selb
27. Paul Vandenpeereboom (devient élu direct en 04.1904)